# Lucio Del Pezzo
Lucio Del Pezzo (Napoli, 13 dicembre 1933 – Milano, 12 aprile 2020) è stato un artista, pittore e scultore italiano.

## Biografia
Tra i fondatori del Gruppo 58 di Napoli, d'impostazione neosurrealista e neodadaista, Del Pezzo ha inoltre collaborato alla rivista Documento Sud.
Le sue opere del periodo 1958-1960 proponevano assemblaggi di vari oggetti, tra cui frammenti di stampe e immagini popolari.
Nel 1960 si trasferì a Parigi, poi a Milano, dove gli sono state dedicate diverse mostre monografiche. La prima risale al 1974.
A partire dal 1962 Del Pezzo ha realizzato un suo tipico repertorio di "quadri" o "sculture", formati da pannelli geometrici monocromi, 
sui quali sono inserite mensole o scavate concavità, che sostengono oggetti geometrici regolari (birilli, uova di legno, bocce, manichini, etc.) talvolta molto colorati.
Nelle sue pitture-oggetto e nei suoi assemblages è sempre presente l'aspetto ludico.
Per il tono ironico e per l'utilizzo di oggetti d'uso quotidiano decontestualizzati, tali opere rimandano alla Pop Art; ma si riscontra un evidente recupero di Giorgio De Chirico, Carlo Carrà, Giorgio Morandi (Motivo, 1967) e delle geometrie della pittura metafisica.
Lucio Del Pezzo si è spento a Milano il 12 aprile 2020.